# Dong Liang (Eishockeyspieler)
Dong Liang (chinesisch 董亮, Pinyin Dǒng Liàng; * 5. Dezember 1985) ist ein ehemaliger chinesischer Eishockeyspieler, der den Großteil seiner Karriere bei der Mannschaft aus Qiqihar spielte und auch in der Asia League Ice Hockey zum Einsatz kam.

## Karriere
Dong Liang begann seine Karriere in der Mannschaft aus Qiqihar, mit der er 2004 chinesischer Landesmeister wurde. Ab 2004 spielte er mit der Mannschaft, die sich in der Saison 2006/07 Changchun Fu'ao nannte, in der Asia League Ice Hockey. In der Spielzeit 2008/09 gehörte er zum Kader der China Sharks, kam dort jedoch nicht mehr zum Einsatz und beendete nach der Saison seine Karriere.

### International
Im Juniorenbereich nahm Dong Liang mit der chinesischen Mannschaft an der U18-Weltmeisterschaft der Asien-Ozeanien-Division 2002 und der U18-Weltmeisterschaft der Division III 2003 sowie den U20-Weltmeisterschaften der Division III 2004 und der Division II 2005 teil.
Für die chinesische Herren-Auswahl spielte Dong Liang bei den Weltmeisterschaften der Division II 2006 und 2009. 2007 spielte er in der Division I.

## Erfolge und Auszeichnungen
- 2002 Aufstieg in die Division III bei der U18-Weltmeisterschaft der Asien-Ozeanien-Division
- 2004 Chinesischer Meister mit der Mannschaft aus Qiqihar
- 2004 Aufstieg in die Division II bei der U20-Weltmeisterschaft der Division III
- 2006 Aufstieg in die Division I bei der Weltmeisterschaft der Division II, Gruppe B

## Asia-League-Statistik
(Stand: Ende der Saison 2006/07)